# 経営者支配
経営者支配（けいえいしゃしはい）とは経営学用語の一つ。株式会社というものは株主による所有物ということであることから、会社の方針というのは創業者でもある大株主によって決められることとなっていた。だが大株主となっていた者が株を手放していくことで会社の決定権というものは分散していくことになる。そのようになった会社は重役を選考する場合に、創業家という基準ではなく、多くの株主による多数決で決められるようになり、このような場合の経営陣というのは能力が優れているがゆえに多くの株主に支持されて就くようになっていくというわけである。このような形で会社の経営陣が定められるようになった会社の形態を経営者支配という。